# 생사결 (1982년 영화)
"생사결"(Fatal Encounter)는 한국에서 제작된 정소동 감독의 1982년 액션 영화이다. 왕호 등이 주연으로 출연하였고 이우석 등이 제작에 참여하였다.

## 출연

### 주연
- 왕호
- 서소강
- 권영문

## 기타
- 조명: 진영수
- 녹음: 손인호
- 미술: 이명수